# Classici Moderni (Oscar Mondadori)
I Classici Moderni è stata una sottocollana degli Oscar Mondadori.

## Elenco dei titoli
| Numero | Titolo                                                                             | Autore                                         |
| ------ | ---------------------------------------------------------------------------------- | ---------------------------------------------- |
| 1      | Il fu Mattia Pascal                                                                | Luigi Pirandello                               |
| 2      | Dieci piccoli indiani                                                              | Agatha Christie                                |
| 3      | Il processo                                                                        | Franz Kafka                                    |
| 4      | Il piatto piange                                                                   | Piero Chiara                                   |
| 5      | Il grande Gatsby                                                                   | Francis Scott Fitzgerald                       |
| 6      | Passaggio in India                                                                 | Edward Morgan Forster                          |
| 7      | Diario di un curato di campagna                                                    | Georges Bernanos                               |
| 8      | La morte a Venezia - Tristano - Tonio Kröger                                       | Thomas Mann                                    |
| 9      | La coscienza di Zeno                                                               | Italo Svevo                                    |
| 10     | Gente di Dublino                                                                   | James Joyce                                    |
| 11     | Tutti i miei robot                                                                 | Isaac Asimov                                   |
| 12     | Cent'anni di solitudine                                                            | Gabriel García Márquez                         |
| 13     | Fontamara                                                                          | Ignazio Silone                                 |
| 14     | Narciso e Boccadoro                                                                | Hermann Hesse                                  |
| 15     | La signora Dalloway                                                                | Virginia Woolf                                 |
| 16     | Fahrenheit 451                                                                     | Ray Bradbury                                   |
| 17     | Il giardino dei Finzi-Contini                                                      | Giorgio Bassani                                |
| 18     | Via col vento                                                                      | Margaret Mitchell                              |
| 19     | 1984                                                                               | George Orwell                                  |
| 20     | Sulla strada                                                                       | Jack Kerouac                                   |
| 21     | Il vecchio e il mare                                                               | Ernest Hemingway                               |
| 22     | Sei personaggi in cerca d'autore - Enrico IV                                       | Luigi Pirandello                               |
| 23     | Niente di nuovo sul fronte occidentale                                             | Erich Maria Remarque                           |
| 24     | Il deserto dei Tartari                                                             | Dino Buzzati                                   |
| 25     | Uomini e no                                                                        | Elio Vittorini                                 |
| 26     | Sorelle Materassi                                                                  | Aldo Palazzeschi                               |
| 27     | Il potere e la gloria                                                              | Graham Greene                                  |
| 28     | Canne al vento                                                                     | Grazia Deledda                                 |
| 29     | Opinioni di un clown                                                               | Heinrich Böll                                  |
| 30     | L'amante di Lady Chatterley                                                        | David Herbert Lawrence                         |
| 31     | La morte nell'anima                                                                | Jean-Paul Sartre                               |
| 32     | Luce d'agosto                                                                      | William Faulkner                               |
| 33     | Maigret e il caso Saint-Fiacre                                                     | Georges Simenon                                |
| 34     | Il piacere                                                                         | Gabriele D'Annunzio                            |
| 35     | Le libere donne di Magliano                                                        | Mario Tobino                                   |
| 36     | Herzog                                                                             | Saul Bellow                                    |
| 37     | Il mondo nuovo - Ritorno al mondo nuovo                                            | Aldous Huxley                                  |
| 38     | Ulisse                                                                             | James Joyce                                    |
| 39     | La pelle                                                                           | Curzio Malaparte                               |
| 40     | Ossi di seppia : 1920-1927                                                         | Eugenio Montale                                |
| 41     | Il maestro e Margherita - All'amico segreto - Lettera al governo dell'URSS         | Michail Bulgakov                               |
| 42     | Volo di notte                                                                      | Antoine de Saint-Exupéry                       |
| 43     | Ed è subito sera                                                                   | Salvatore Quasimodo                            |
| 44     | Fame                                                                               | Knut Hamsun                                    |
| 45     | Cacao                                                                              | Jorge Amado                                    |
| 46     | Cronaca familiare                                                                  | Vasco Pratolini                                |
| 47     | Segreti dei Gonzaga                                                                | Maria Bellonci                                 |
| 48     | America primo amore                                                                | Mario Soldati                                  |
| 49     | Un amore di Swann                                                                  | Marcel Proust                                  |
| 50     | Il sangue degli altri                                                              | Simone de Beauvoir                             |
| 51     | Vita d'un uomo : 106 poesie                                                        | Giuseppe Ungaretti                             |
| 52     | Antologia di Spoon River                                                           | Edgar Lee Masters                              |
| 53     | Il signore delle mosche                                                            | William Golding                                |
| 54     | Il grande amico                                                                    | Alain-Fournier                                 |
| 55     | Poesie scelte                                                                      | Umberto Saba                                   |
| 56     | Il prete bello                                                                     | Goffredo Parise                                |
| 57     | I turbamenti del giovane Törless                                                   | Robert Musil                                   |
| 58     | Una vita                                                                           | Italo Svevo                                    |
| 59     | La farisea                                                                         | François Mauriac                               |
| 60     | Il 42º parallelo                                                                   | John Dos Passos                                |
| 61     | La speranza                                                                        | André Malraux                                  |
| 62     | Totem e tabù : alcune corcondanze nella vita psichica dei selvaggi e dei nevrotici | Sigmund Freud                                  |
| 63     | Così parlò Zarathustra : un libro per tutti e per nessuno                          | Friedrich Nietzsche                            |
| 64     |                                                                                    |                                                |
| 65     |                                                                                    |                                                |
| 66     | La boutique del mistero                                                            | Dino Buzzati                                   |
| 67     | Il figlio della serva                                                              | August Strindberg                              |
| 68     | Pigmalione                                                                         | George Bernard Shaw                            |
| 69     | Racconti                                                                           | Hermann Hesse                                  |
| 70     |                                                                                    |                                                |
| 71     | Il dottor Gräsler medico termale                                                   | Arthur Schnitzler                              |
| 72     | Le novelle della Pescara                                                           | Gabriele D'Annunzio                            |
| 73     | Il profeta - Il giardino del profeta                                               | Khalil Gibran                                  |
| 74     | Omaggio alla Catalogna                                                             | George Orwell                                  |
| 75     | Corri, Coniglio                                                                    | John Updike                                    |
| 76     | Tre operai                                                                         | Carlo Bernari                                  |
| 77     | La metamorfosi e altri racconti                                                    | Franz Kafka                                    |
| 78     | I quarantanove racconti                                                            | Ernest Hemingway                               |
| 79     | Il segreto di Luca                                                                 | Ignazio Silone                                 |
| 80     | I Buddenbrook : decadenza di una famiglia                                          | Thomas Mann                                    |
| 81     | Senilità                                                                           | Italo Svevo                                    |
| 82     | Gita al faro                                                                       | Virginia Woolf                                 |
| 83     | Tempo di uccidere                                                                  | Ennio Flaiano                                  |
| 84     | Il diavolo al Pontelungo : romanzo storico                                         | Riccardo Bacchelli                             |
| 85     | L'amore ai tempi del colera                                                        | Gabriel García Márquez                         |
| 86     | Rubè                                                                               | Giuseppe Antonio Borgese                       |
| 87     | La spia che venne dal freddo                                                       | John Le Carré                                  |
| 88     | Il mondo di ieri : ricordi di un europeo                                           | Stefan Zweig                                   |
| 89     | Paradiso perduto                                                                   | Henry Miller                                   |
| 90     | Marcovaldo, ovvero, Le stagioni in città                                           | Italo Calvino                                  |
| 91     | Horcynus Orca                                                                      | Stefano D'Arrigo                               |
| 92     | L'età verde                                                                        | Yukio Mishima                                  |
| 93     | La signorina Else                                                                  | Arthur Schnitzler                              |
| 94     | La fattoria degli animali                                                          | George Orwell                                  |
| 95     |                                                                                    |                                                |
| 96     | I sotterranei del Vaticano                                                         | André Gide                                     |
| 97     | Nei mari estremi                                                                   | Lalla Romano                                   |
| 98     | Alla curva del fiume                                                               | V. S. Naipaul                                  |
| 99     | Sessanta racconti                                                                  | Dino Buzzati                                   |
| 100    | La valle dell'Eden                                                                 | John Steinbeck                                 |
| 101    | Il diavolo in corpo                                                                | Raymond Radiguet                               |
| 102    | Le stelle fredde                                                                   | Guido Piovene                                  |
| 103    | Arcipelago Gulag                                                                   | Aleksandr Solženicyn                           |
| 104    | Con gli occhi chiusi                                                               | Federigo Tozzi                                 |
| 105    | Cuore di cane                                                                      | Michail Bulgakov                               |
| 106    | L'amore                                                                            | Marguerite Duras                               |
| 107    | Il mio Carso                                                                       | Scipio Slataper                                |
| 108    | Kaputt                                                                             | Curzio Malaparte                               |
| 109    | Per le antiche scale                                                               | Mario Tobino                                   |
| 110    | Il padrone sono me!                                                                | Alfredo Panzini                                |
| 111    | Il ponte sulla Drina                                                               | Ivo Andrić                                     |
| 112    | La buona terra                                                                     | Pearl S. Buck                                  |
| 113    | Ritratto in piedi                                                                  | Gianna Manzini                                 |
| 114    | Giganti                                                                            | Alfred Döblin                                  |
| 115    | Il re della pioggia                                                                | Saul Bellow                                    |
| 116    | I quaderni di Malte Laurids Brigge                                                 | Rainer Maria Rilke                             |
| 117    | La casa delle belle addormentate                                                   | Yasunari Kawabata                              |
| 118    | Lamento per Ignazio Sánchez Mejias                                                 | Federico García Lorca                          |
| 119    | Vino e pane                                                                        | Ignazio Silone                                 |
| 120    | America                                                                            | Franz Kafka                                    |
| 121    | A piena voce. Poesie e poemi                                                       | Vladimir Majakovskij                           |
| 122    | Orlando                                                                            | Virginia Woolf                                 |
| 123    | Per chi suona la campana                                                           | Ernest Hemingway                               |
| 124    | Poesie scelte                                                                      | Antonio Machado                                |
| 125    | Diario d'Algeria                                                                   | Vittorio Sereni                                |
| 126    | La scelta di Sophie                                                                | William Styron                                 |
| 127    | Buio a mezzogiorno                                                                 | Arthur Koestler                                |
| 128    | Cronache di poveri amanti                                                          | Vasco Pratolini                                |
| 129    | Ballo di famiglia                                                                  | David Leavitt                                  |
| 130    | Cattedrale                                                                         | Raymond Carver                                 |
| 131    | Avere o essere?                                                                    | Erich Fromm                                    |
| 132    | Il sarto della stradalunga                                                         | Giuseppe Bonaviri                              |
| 133    | Il ponte di San Luis Rey                                                           | Thornton Wilder                                |
| 134    | Tropico del Cancro                                                                 | Henry Miller                                   |
| 135    | La caduta dell'America                                                             | Allen Ginsberg                                 |
| 136    | Alcool - Calligrammi                                                               | Guillaume Apollinaire                          |
| 137    | Dedalus                                                                            | James Joyce                                    |
| 138    | Gli occhiali d'oro                                                                 | Giorgio Bassani                                |
| 139    | Ragtime                                                                            | E. L. Doctorow                                 |
| 140    | Il mulino del Po                                                                   | Riccardo Bacchelli                             |
| 141    | Poesie (1938-1986)                                                                 | Andrea Zanzotto                                |
| 142    | Il lupo della steppa                                                               | Hermann Hesse                                  |
| 143    | Doctor Faustus                                                                     | Thomas Mann                                    |
| 144    | Il garofano rosso                                                                  | Elio Vittorini                                 |
| 145    | Il bastardo                                                                        | Erskine Caldwell                               |
| 146    | Schiavo d'amore                                                                    | William Somerset Maugham                       |
| 147    | Figli e amanti                                                                     | David Herbert Lawrence                         |
| 148    | Le ragazze di San Frediano                                                         | Vasco Pratolini                                |
| 149    | Il Codice di Perelà                                                                | Aldo Palazzeschi                               |
| 150    | Le confessioni di Nat Turner                                                       | William Styron                                 |
| 151    | Camera con vista                                                                   | Edward Morgan Forster                          |
| 152    | Il professor Unrat                                                                 | Heinrich Mann                                  |
| 153    | Cantos scelti                                                                      | Ezra Pound                                     |
| 154    | Le lettere di Berlicche                                                            | Clive Staples Lewis                            |
| 155    | Il caso e la necessità                                                             | Jacques Monod                                  |
| 156    | Antiche come le montagne                                                           | Mahatma Gandhi                                 |
| 157    | La vita intensa. La vita operosa                                                   | Massimo Bontempelli                            |
| 158    | Il gioco delle perle di vetro                                                      | Hermann Hesse                                  |
| 159    | I colloqui e altre poesie                                                          | Guido Gozzano                                  |
| 160    | Ferito a morte                                                                     | Raffaele La Capria                             |
| 161    | La Califfa                                                                         | Alberto Bevilacqua                             |
| 162    | Tropico del Capricorno                                                             | Henry Miller                                   |
| 163    | Spari nella notte                                                                  | Dashiell Hammett                               |
| 164    | Cronache marziane                                                                  | Ray Bradbury                                   |
| 165    | Lamento di Portnoy                                                                 | Philip Roth                                    |
| 166    | Che ve ne sembra dell'America?                                                     | William Saroyan                                |
| 167    | Aden Arabia                                                                        | Paul Nizan                                     |
| 168    | Racconti fantastici argentini                                                      | a cura di Lucio D'Arcangelo                    |
| 169    | Care memorie                                                                       | Marguerite Yourcenar                           |
| 170    | La bella estate                                                                    | Cesare Pavese                                  |
| 171    | Gabriella, garofano e cannella                                                     | Jorge Amado                                    |
| 172    | Possessione                                                                        | Antonia Susan Byatt                            |
| 173    | I poeti crepuscolari                                                               | a cura di Giorgio De Rienzo                    |
| 174    | Il passato di Tex                                                                  | Gian Luigi Bonelli - Aurelio Galleppini        |
| 175    | Racconti fantastici del Sudamerica                                                 | a cura di Lucio D'Arcangelo                    |
| 176    | Le perizie                                                                         | William Gaddis                                 |
| 177    | Ulisse (con Guida alla lettura)                                                    | James Joyce                                    |
| 178    | Cieli australi. Cent'anni di racconti dall'Australia                               | a cura di Franca Cavagnoli                     |
| 179    | L'ospite                                                                           | Lalla Romano                                   |
| 180    | Filippo Tommaso Marinetti e il futurismo                                           | a cura di Luciano De Maria                     |
| 181    | Storie in modo quasi classico                                                      | Harold Brodkey                                 |
| 182    | Le cronache di Narnia                                                              | C. S. Lewis                                    |
| 183    | Il bell'Antonio                                                                    | Vitaliano Brancati                             |
| 184    | Cent'anni di racconti dal Giappone                                                 | a cura di Cristiana Ceci                       |
| 185    | Bandiera bianca a Cefalonia                                                        | Marcello Venturi                               |
| 186    | La donna della domenica                                                            | Fruttero & Lucentini                           |
| 187    | Poesie d'amore                                                                     | Nazım Hikmet                                   |
| 188    | Focus                                                                              | Arthur Miller                                  |
| 189    | Rebecca, la prima moglie                                                           | Daphne du Maurier                              |
| 190    | Il ponte della Ghisolfa                                                            | Giovanni Testori                               |
| 191    | Neuromante                                                                         | William Gibson                                 |
| 192    | Alta cucina                                                                        | Rex Stout                                      |
| 193    | Il sorriso dell'ignoto marinaio                                                    | Vincenzo Consolo                               |
| 194    | Lirici greci                                                                       | tradotti da Salvatore Quasimodo                |
| 195    | Poeti italiani del secondo '900                                                    | a cura di Maurizio Cucchi e Stefano Giovanardi |
| 196    | L'altro Mediterraneo. Antologia di scrittori arabi del '900                        | a cura di Valentina Colombo                    |
| 197    | Lo strappacuore                                                                    | Boris Vian                                     |
| 198    | Il mastino dei Baskerville                                                         | Arthur Conan Doyle                             |
| 199    | Il resto di niente                                                                 | Enzo Striano                                   |
| 200    | Città di Dio                                                                       | Agostino (san)                                 |
| 201    | La sposa americana                                                                 | Mario Soldati                                  |
| 202    | Casa Howard                                                                        | Edward Morgan Forster                          |
| 203    | Vedi alla voce: amore                                                              | David Grossman                                 |
| 204    | Addio alle armi                                                                    | Ernest Hemingway                               |
| 205    | Demian                                                                             | Hermann Hesse                                  |
| 206    | Il castello                                                                        | Franz Kafka                                    |
| 207    | Solaris                                                                            | Stanisław Lem                                  |
| 208    | Il giocatore invisibile                                                            | Giuseppe Pontiggia                             |
| 209    | Il quartiere                                                                       | Vasco Pratolini                                |
| 210    | I figli della mezzanotte                                                           | Salman Rushdie                                 |
| 211    | Rinascimento privato                                                               | Maria Bellonci                                 |
| 212    | Il dottor Sax                                                                      | Jack Kerouac                                   |
| 213    | La luna è tramontata                                                               | John Steinbeck                                 |
| 214    | Cronaca di una morte annunciata                                                    | Gabriel García Márquez                         |
| 215    | La spartizione                                                                     | Piero Chiara                                   |
| 216    | Belli e dannati                                                                    | Francis Scott Fitzgerald                       |
| 217    | Il fattore umano                                                                   | Graham Greene                                  |
| 218    | Le avventure di Augie March                                                        | Saul Bellow                                    |
| 219    | La donna del tenente francese                                                      | John Fowles                                    |
| 220    | La cronaca di Travnik                                                              | Ivo Andrić                                     |
| 221    | Don Giovanni in Sicilia                                                            | Vitaliano Brancati                             |
| 222    | Seminario sulla gioventù                                                           | Aldo Busi                                      |
| 223    | Che tu sia per me il coltello                                                      | David Grossman                                 |
| 224    | Fiesta                                                                             | Ernest Hemingway                               |
| 225    | Dell'amore e di altri demoni                                                       | Gabriel García Márquez                         |
| 226    | Confesso che ho vissuto                                                            | Pablo Neruda                                   |
| 227    | Martin Eden                                                                        | Jack London                                    |
| 228    | Fuoco fatuo                                                                        | Pierre Drieu La Rochelle                       |
| 229    | Verso la libertà                                                                   | Arthur Schnitzler                              |
| 230    | Le stelle fredde                                                                   | Guido Piovene                                  |
| 231    | Il dono di Humboldt                                                                | Saul Bellow                                    |
| 232    | La grande sera                                                                     | Giuseppe Pontiggia                             |
| 233    | Claudine a scuola                                                                  | Colette                                        |
| 234    | La ragazza di Bube                                                                 | Carlo Cassola                                  |
| 235    | Un borghese piccolo piccolo                                                        | Vincenzo Cerami                                |
| 236    | Essere e tempo                                                                     | Martin Heidegger                               |
| 237    | Tenera è la notte                                                                  | Francis Scott Fitzgerald                       |
| 238    | La giara e altre novelle per un anno                                               | Luigi Pirandello                               |
| 239    | Libro dell'inquietudine                                                            | Fernando Pessoa                                |
| 240    | L'interpretazione dei sogni                                                        | Sigmund Freud                                  |
| 241    | L'uomo senza qualità                                                               | Robert Musil                                   |
| 242    | Poesie                                                                             | Trilussa                                       |
| 243    | La spia che venne dal freddo                                                       | John le Carré                                  |
| 244    | Alla ricerca del tempo perduto                                                     | Marcel Proust                                  |
| 245    | Tutti i racconti                                                                   | Howard Phillips Lovecraft                      |
| 246    | Nati due volte                                                                     | Giuseppe Pontiggia                             |